# Liste der brasilianischen Botschafter in Irland
Die Botschaft befindet sich in Block 8 des Harcourt Centre in Dublin.
| Ernannt       | Name                             | Bemerkungen | Mensagem Senado Federal | im Senat des Nationalkongress (Brasilien) vorgestellt am | ernannt von               | akkreditiert bei   | Posten verlassen |
| ------------- | -------------------------------- | --- | ----------------------- | -------------------------------------------------------- | ------------------------- | ------------------ | ---------------- |
| 1985          | Francisco de Assis Grieco        | Amtssitz in Den Haag |                         |                                                          | José Sarney               | Garret FitzGerald  |                  |
| 22. Aug. 1990 | Affonso Arinos de Mello Franco   | Amtssitz in Den Haag | MSF 75 de 1990          |                                                          | Fernando Collor de Mello  | Charles J. Haughey |                  |
| 30. Aug. 1991 | Carlos Augusto de Proença Rosa   | | MSF 200 de 1991         |                                                          | Fernando Collor de Mello  | Charles J. Haughey |                  |
| 18. Aug. 1994 | José Olympio Rache de Almeida    | | MSF 154 de 1994         | 11. Mai 1994                                             | Itamar Franco             | John Bruton        |                  |
| 30. Jan. 1996 | Carlos Antônio Bettencourt Bueno | | MSF 397 de 1995         | 18. Jan. 1996                                            | Fernando Henrique Cardoso | John Bruton        |                  |
| 30. Juni 1998 | Armando Sergio Frazão            | | MSF 184 de 1998         | 17. Juni 1998                                            | Fernando Henrique Cardoso | Bertie Ahern       |                  |
| 14. Mai 2003  | Stelio Marcos Amarante           | 1972: Vertreter der brasilianischen Regierung beim UN-Hauptquartier, 18. Sep. 1998 – 10. Feb. 2003: Botschafter in La Paz                                            | MSF 300 de 2002         | 22. Apr. 2003                                            | Luiz Inácio Lula da Silva | Bertie Ahern       |                  |
| 24. Juli 2008 | Pedro Fernando Brêtas Bastos     | (* 5. Januar 1947 in Rio de Janeiro) Sohn von Alda Dutra Corrêa Bastos und Pedro Brêtas Bastos                                                                       | MSF 114 de 2008         | 18. Juni 2008                                            | Luiz Inácio Lula da Silva | Brian Cowen        |                  |
| 2. Okt. 2013  | Afonso José Sena Cardoso         | (* 8. April 1947 in Rio de Janeiro) Sohn von Alice de Jesus Sena Cardoso und David Martins Cardoso, 2008–2010: Botschafter in Luanda, 2010: Generalkonsul in Toronto | MSF 61 de 2013          |                                                          | Dilma Rousseff            | Enda Kenny         |                  |